# Kaliksta
Kaliksta – żeński odpowiednik imienia Kalikst. Istnieje kilka świętych katolickich o tym imieniu. 
Kaliksta imieniny obchodzi 19 stycznia i 25 kwietnia.